# Spree-Neisse-Bober Euroregio
De Spree-Neisse-Bober Euroregio (Pools: Sprewa-Nysa-Bóbr) is een trans-nationale samenwerkingsstructuur (Euregio) die bestaat uit landen en hun bestuurlijke onderverdelingen die gelegen zijn in het gebied van de rivieren Spree, Neisse en Bóbr in het oosten van Duitsland en het westen van Polen. De Euregio werd opgericht op 21 september 1993 en bevat bestuurlijke lichamen in de Duitse Landkreis Spree-Neiße en het Zuid-Poolse woiwodschap Lubusz.
De oppervlakte van de regio is ongeveer 9.359 vierkante kilometer, waarvan het Duitse deel 1.812 km² en het Poolse deel 7.547 km². De bevolking omvat 919.000 inwoners, waarvan er in het Duitse deel 273.000 woonachtig zijn en in het Poolse deel 646.000.

## Doelstellingen van de regio
De doelstellingen van de Euroregio zijn:
- welvaart van het grensgebied
- ecologisch herstel van het grensgebied
- economische opleving
- voortdurende verbetering van de levensomstandigheden van de bewoners

## Leden
Leden van de Euregio zijn:
- Duitsland
  - 28 leden bestaande uit lokale overheden, economische en sociale partners, verenigingen, onderwijsinstellingen en particulieren
- Polen
  - 62 leden bestaande uit lokale overheden: steden, gemeenten en provincies
    - Steden: Zielona Góra, Gozdnica, Gubin, Łęknica, Nowa Sól, Żagań, Żary
    - Stadgemeenten: Babimost, Bytom Odrzański, Cybinka, Czerwieńsk, Iłowa, Jasień, Lubsko, Kargowa, Kożuchów, Krosno Odrzańskie, Małomice, Nowe Miasteczko, Nowogród Bobrz, Sława, Szlichtyngowa, Szprotawa, Sulechów, Świebodzin, Torzym, Wschowa, Zbąszynek, Zbąszyń
    - Plattelandgemeenten: Zielona Góra, Bobrowice, Bojadła, Brody, Brzeźnica, Bytnica, Dąbie, Gubin, Lipinki Łużyckie, Lubrza, Łagów, Maszewo, Nowa Sól, Otyń, Przewóz, Siedlisko, Skšpe, Szczaniec, Świdnica, Trzebiel, Trzebiechów, Tuplice, Wymiarki, Zabór, Żagań, Żary
    - Districten: Powiat Krośnieński, Powiat Nowosolski, Powiat Świebodziński, Powiat Wschowski, Powiat Zielonogórski, Powiat Żagański, Powiat Żarski